# باول سيمون (طبال)
باول سيمون (بالإنجليزية: Paul Simon)‏ هو طبال بريطاني، ولد في 1950 في هاليفاكس في المملكة المتحدة.

## وصلات خارجية
- باول سيمون على موقع ميوزك برينز (الإنجليزية)
- باول سيمون على موقع ديسكوغز (الإنجليزية)